# 里氏視星鯰
里氏視星鯰，為輻鰭魚綱鯰形目視星鯰科的其中一種，為熱帶淡水魚，分布於南美洲秘魯Reque河及其太平洋沿岸淡水流域，體長可達9公分，棲息在洞穴溪流底層水域，生活習性不明。

## 扩展阅读
維基物種上的相關：里氏視星鯰